# Efecte Wilson

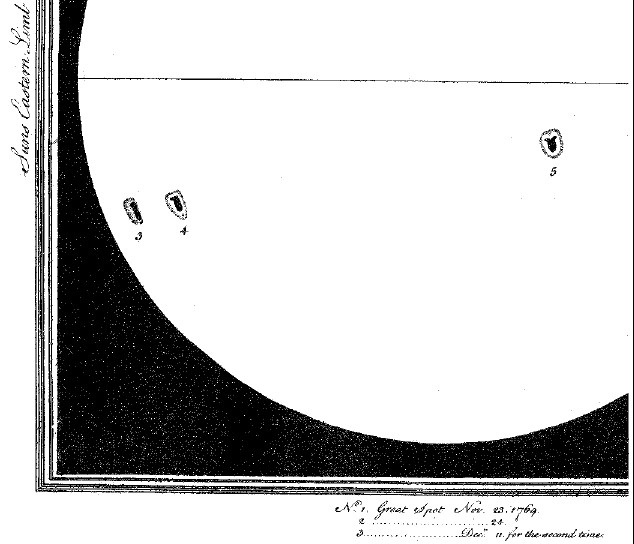
Diagrama de l'evolució d'una taca solar publicat per Alexander Wilson el 1774.

L'efecte Wilson és un terme creat per l'astrònom escocès Alexander Wilson el 1769 per descriure l'aparença de cavitats que tenen les taques solars quan es troben a prop del limbe solar.
Aquest efecte és causat per l'aparent desplaçament de l'ombra de la taca respecte a la seva penombra. Si, mentre la taca es troba en el centre del Sol, la part d'ombra i la de penombra són concèntriques; quan la taca es troba prop del limbe solar, la part d'ombra sembla haver-se desplaçat cap a un costat fins a tocar amb el límit exterior de la penombra. Això li dona a la taca una aparença tridimensional de «cràter» o petit enfonsament en la superfície solar.
Les observacions de Wilson van mostrar que les taques solars eren trets en la superfície solar, i no planetes menors o objectes situats sobre la superfície del Sol. Però Wilson va anar més enllà i va concloure que les taques solars eren de fet depressions en la superfície de la fotosfera, formades per la desaparició de part de la matèria lluminosa que ell creia que cobria el suposadament fosc i sòlid interior del Sol.

## Causa
El Sol no té superfície sòlida, sinó gasos amb densitat decreixent a mesura que ens allunyem del centre. Les taques solars són regions de la fotosfera on el camp magnètic solar és molt alt. Aquest camp magnètic interromp el corrent de calor que prové del centre del Sol per convecció. Per tant, les taques solars són fosques perquè són més fredes que la resta de la fotosfera (uns 4000 i 6000 °C, respectivament).
La causa de l'efecte Wilson és la diferència en l'opacitat de les regions d'ombra, penombra i la fotosfera en general. L'opacitat és causada per l'absorció de radiació per processos de fotoionització i fotoexcitació. A temperatures més altes, més àtoms queden completament ionitzats i l'abast dels processos d'absorció decreix. Com que la matèria de la part d'ombra és més freda, és també més transparent que la de la penombra, i aquesta ho és més que la fotosfera. Més transparent significa que la llum que ens arriba des de la taca solar prové de capes més profundes que la llum de la fotosfera del voltant. La profunditat de les taques és d'entre 500 i 1.000km, depenent de la seva mida.